# Liste der Mitglieder der National Academy of Sciences/1952
Im Jahr 1952 wählte die National Academy of Sciences der Vereinigten Staaten 32 Personen zu ihren Mitgliedern.

## Neugewählte Mitglieder
- Fuller Albright (1900–1969)
- Richard Badger (1896–1974)
- Niels Bjerrum (1879–1958)
- Horace R. Byers (1906–1998)
- Gerald Clemence (1908–1974)
- Lemuel Cleveland (1892–1969)
- Joseph S. Fruton (1912–2007)
- Crawford H. Greenewalt (1902–1993)
- David Griggs (1911–1974)
- Sterling B. Hendricks (1902–1981)
- Harry Hammond Hess (1906–1969)
- Carl L. Hubbs (1894–1979)
- William Summer Johnson (1913–1995)
- Berwind Kaufmann (1897–1975)
- Clyde Kluckhohn (1905–1960)
- Donald B. Lindsley (1907–2003)
- Philip McMaster (1891–1973)
- Carl Niemann (1908–1964)
- Chaim L. Pekeris (1908–1993)
- Norman F. Ramsey (1915–2011)
- Tadeus Reichstein (1897–1996)
- Emilio Segre (1905–1989)
- Robert Serber (1909–1997)
- Frank Harold Spedding (1902–1984)
- Lyman Spitzer, Jr. (1914–1997)
- G. Ledyard Stebbins (1906–2000)
- Harald Sverdrup (1888–1957)
- Edward Tatum (1909–1975)
- Victor F. Weisskopf (1908–2002)
- John Archibald Wheeler (1911–2008)
- John Warren Williams (1898–1988)
- Dilworth W. Woolley (1914–1966)